# Mongolian Stock Exchange
Le Mongolian Stock Exchange (MSE) est la bourse d'Oulan-Bator. Son principal indice boursier, le MSE top 20 (MSETOP), est composé des vingt principales capitalisations boursières du pays.

## Histoire
Le Mongolian Stock Exchange est créé en 1991.
En 2010, les valeurs du MSE Top 20 ont gagné 137% (ou 121%) sur l'année, et la bourse est déclarée la plus performante au monde. Pourtant, la bourse n'ouvre alors que 2 heures par jour, et n'a pas connu d'OPA depuis cinq ans. Le Mongolian Stock Exchange recrute alors le LSE de la bourse de Londres pour moderniser ses process et s'ouvrir aux transactions boursières internationales. En septembre 2011, les transactions s'effectuaient toujours avec des notes papier. De février à septembre 2011, les valeurs de la bourse chutent de 40%. En 2013, les valeurs du MSE Top 20 ont chuté de 7,9%.
Entre novembre 2013 et janvier 2014, les lois The Investment Law, Securities Market Law, et Investment Fund Law, sont mises en application. Ces lois permettent au MSE de moderniser ses process et accueillir les investisseurs étrangers. En 2017, le MSE est la deuxième bourse au monde ayant progressé le plus dans l'année (+84,29% sur l'année) après la bourse du Venezuela (+4256,34%),.

## Decsription
Le bâtiment du Mongolian Stock Exchange se trouve sur la place Gengis Khan.

## MSE Top 20
Au 20 juin 2011, l'indice MSE Top 20 se composait des titres suivants:
| Symbole | Société                        | Poids indiciel |
| ------- | ------------------------------ | -------------- |
| ADL MO  | Aduunchuluun                   | 1,65 %         |
| APU MO  | Apu                            | 12,54 %        |
| BAN MO  | Baganuur                       | 19,54 %        |
| BNG MO  | Bayangol                       | 0,78 %         |
| BDS MO  | BDSec                          | 2,56 %         |
| NEH MO  | Darkhan Nekhii                 | 0,39 %         |
| EER MO  | Eermel                         | 0,47 %         |
| GOV MO  | Gobi                           | 2,45 %         |
| JTB MO  | Jenko Tour Bureau              | 0,52 %         |
| HGN MO  | Khukh Gan                      | 1,12 %         |
| MMX MO  | Makhimpex                      | 0,52 %         |
| BDL MO  | Mogoin Gol                     | 2,03 %         |
| MDR MO  | Mongolia Development Resources | 1,48 %         |
| MCH MO  | Mongoliin Tsahilgaan Holboo    | 4,07 %         |
| RMC MO  | Remikon                        | 0,55 %         |
| SHG MO  | Sharyn Gol                     | 5,81 %         |
| SHV MO  | Shivee Ovoo                    | 18,83 %        |
| TTL MO  | Tavantolgoi                    | 23 %           |
| ULN MO  | Ulaanbaatar                    | 0,8 %          |
| UID MO  | Ulsiin Ikh Delguur             | 0,88 %         |